# Uncial 069
Uncial 069 (Gregory-Aland) ε 12 (von Soden) é um manuscrito uncial grego do Novo Testamento, datado paleograficamente no século V dC.
Este manuscrito é parte dos Papiros de Oxirrinco (POxy 3).

## Descrição
O manuscrito contém uma parte bem pequena do Evangelho segundo Marcos 10:50-51; 11:11-12, em uma folha (8 cm by 4,5 cm). O texto está escrito em uma única coluna por página, com 25 linhas por página em uma letra caligráfica uncial. As letras A e M não são tipicamente egípcias .
A nomina sacra[a] estão escritas de forma abreviada.

## Texto
| Recto ιμ]ΑΤΙΟ [αυτου α]ΝΑΣΤΑΣΗΛ ΘΕΝΠΡΟΣΤΟΝΙΝ ΚΑΙΑΠΟΚΡΙΘΕΙΣΛε[?] ΓΕΙΑΥΤΩΟΙΣΤΙΘ[ε] ΛΕΙΣΠΟΙΗΣΩΣΟ[ι] ΟΔΕΤΥΦΛΟΣΕΙ[πεν] | Verso Και[περι βλεψαμε] ΝΟΣΠΑΝ[τα οψι] ΑΣΗΔΗΟΥΣΗΣΤΗ[ς] ΩΡΑΣΕΞΗΛΘΕΝ ΕΙΣ ΒΗΘΑΝΙΑΝ ΜΕ [τ]ΑΤΩΝΔΩΔΕΚΑ [k]ΑΙΤΗΕΠΑΥΡΙΟΝ |

O texto grego do códice é representativo do Texto-tipo Bizantino. Aland colocou-o na Categoria III.. Ele concorda com o Codex Alexandrinus e a parte sobrevivente também concorda com o Textus Receptus
Possivelmente pertence à família Família Π, mas o texto é muito curto para haver certeza.

## História
O manuscrito foi descoberto pelo egiptólogo Bernard Grenfell (1869-1926) e o papirologista Arthur Hunt (1871-1934). Ele foi presenteado à Universidade de Chicago no início do século XX dC, onde se encontra até hoje, no Oriental Institute (2057).